# فرشته سنگی
فرشته سنگی (به انگلیسی: The Stone Angel) فیلمی محصول سال ۲۰۰۷ و به کارگردانی کاری اسکاگلند است. در این فیلم بازیگرانی همچون الن برستین، کریستین هورن، کول هاسر، دیلن بیکر، کوین زیگرز، الیوت پیج، دون باستیک، شیلا مک‌کارتی، وینگز هاوزر، آرون اشمور، کانر پرایس و لوک کیربی ایفای نقش کرده‌اند.